# I. e. 478
Évszázadok: i. e. 6. század – i. e. 5. század – i. e. 4. század
Évtizedek: i. e. 520-as évek – i. e. 510-es évek – i. e. 500-as évek – i. e. 490-es évek – i. e. 480-as évek – i. e. 470-es évek – i. e. 460-as évek – i. e. 450-es évek – i. e. 440-es évek – i. e. 430-as évek – i. e. 420-as évek
Évek: i. e. 483 – i. e. 482 – i. e. 481 – i. e. 480 –  i. e. 479 – i. e. 478 – i. e. 477 – i. e. 476 – i. e. 475 – i. e. 474 – i. e. 473

## Események
- február 17-én a Földközi-tenger térségében napfogyatkozás volt.

- a görög flotta Cipruson több várost megszerez.
- az athéni flotta elfoglalja Büzantiont
- a Déloszi Szövetség alapítása[1]
- római consulok: L. Aemilius Mamercus és C. Sevilius Structus Ahala

## Halálozások
- Gelón, Szürakuszai türannosza